# Tom Auburn
Thomas Rochford Auburn (né le 7 juillet 1917 à Aultsville, mort le 3 janvier 1990 à Montréal) était un magicien canadien.

## Biographie
Thomas Rochford Auburn perd son père alors qu'il n'a que deux mois, et il est élevé à Verdun par son oncle et sa tante. En 1933, sa seule sœur est victime d'un accident de la route. Il termine ses études puis déménage à Montréal, où il obtient son diplôme d'études secondaires en 1936.
Il présente son premier spectacle de magie à l'âge de quinze ans. Au début de sa carrière, il travaille avec un masque, mais au fur et à mesure qu'il gagne en confiance, il abandonne le masque pour devenir « Grand Auburn » et finalement « Oncle Tom ».
C'est à l'âge adulte que Tom Auburn fait de la magie son métier, et cette carrière le suivra jusqu'à la fin de sa vie.
Tom Auburn rejoint la Société des magiciens d'Amérique (Society of American Magicians) le 6 janvier 1940 et devient responsable du comité des membres honorifiques. Il est également nommé Président honoraire de la branche de Montréal, l'Assemblée Feuille d'Érable n° 58.
Le 6 novembre 1941, il s'enrôle dans l'armée canadienne lors de la Seconde Guerre mondiale. En plus de son grade et de ses responsabilités de sergent, Tom crée le spectacle de la « Caravane militaire » avec d'autres membres du personnel. Ensemble, ils divertissent les différents camps militaires et les hôpitaux. En tant que magicien de l'armée, il met son talent à contribution pour recruter du personnel masculin et féminin et divertir les troupes, en anglais et en français, à travers tout le pays. En mars 1945, il reçoit une dispense médicale. Au total, il donne plus de 1 500 représentations avec l'armée.
Il épouse son amour de jeunesse, Dolores, le 14 février 1942. De leur mariage naissent deux enfants, Byron Thomas et Darlene Pamela.
Tom Auburn fait ses débuts à la télévision en 1961 dans l'émission « Surprise Party » (Canal 12). Rebaptisée « The Magic Tom Road Show », l'émission reste à l'antenne pendant quinze ans et devient le programme de télévision ayant la plus longue durée de diffusion dans l'histoire de la métropole.
De 1975 à 1976, il fait une incursion dans la télévision francophone en rejoignant les personnages colorés de la série pour enfants Patofville, où il connaît un immense succès. Par la suite, il est régulièrement invité à l'émission Les nouveaux tannants.
De 1982 à 1983, il présente plus de quarante-cinq spectacles sur l'île de Maui à Hawaï, et le 3 mars 1983, le Consul de Maui décrète le « Jour Magic Tom Auburn » en son honneur.
Tout au long de sa carrière, Tom Auburn est présent dans les hôpitaux auprès des enfants malades et participe à de nombreux événements et téléthons pour collecter des fonds, notamment pour l'Hôpital Ste-Justine et l'Hôpital de Montréal pour enfants.
Tom Auburn décède le 3 janvier 1990, à l'âge de 72 ans.

## Filmographie

### Séries télévisées
- 1956-1957 : Fun Time (en) (série TV)
- 1961 : Surprise Party (série TV)
- 1961-1976 : The Magic Tom Road Show (série TV)
- 1975-1976 : Patofville (série TV) : Oncle Tom

### DVD
- 2011 Bonjour Patof (Musicor Produits Spéciaux)